# 十七歳 (テレビドラマ)
『十七歳』は、CS放送「フジテレビTWO ドラマ・アニメ」で2014年8月30日の18:00 - 19:00に放送された日本のテレビドラマ。主演は葉山奨之。本作の脚本で第1回ドラマ甲子園の大賞を受賞した青山ななみが監督を務めた。

## 概要
本作の脚本を執筆した経緯について青山は、「元々読書好きであったこともあり、小学2年生の頃『思い通りに本の世界を動かしてみたい』と思い小説を書き始め、知り合いから脚本の勉強を勧められたのをきっかけに独学で脚本の書き方を習得し、ドラマ甲子園に応募することとなった」と語った。執筆の際には、物語の舞台となる高校を母校の小学校でイメージし、登場人物である水沢ヒカリは、中学時代のミステリアスな音楽教師をモデルにしたという。
ドラマ甲子園第1回大賞に本作を選定した選考委員長の執行役員総合開発局長･清水賢治は「人物造形、瑞々しい描写、構成、すべてにおいて最も完成度が高い脚本」で「行間から映像イメージが静かに浸透してくる、淡々としていながら読む人を魅了する不思議な作品」と評した。

## あらすじ
高校2年の夏休み。ハジメは美術教師の水沢に淡い恋心を抱く。始めのうちは遠くから眺めるだけだったが、プールの監視員をしていた水沢とたまたま2人きりになったのをきっかけに、急速に距離が縮まっていく。
水沢はハジメの恋心を見透かしていたものの、それを気にかけるでもなく、夏の間だけ絵のモデルをしてくれないかとハジメに持ちかける。ハジメは美術室に通い絵のモデルをするようになり、同じ時間を過ごす中で水沢への想いを募らせていく。夏祭りの日も、時間が経つのを忘れて絵を描くことに没頭している水沢に付き合ううちに夜になってしまい、帰り道に2人で花火を見て楽しい時間を過ごす。夢見心地で帰宅すると、花火を一緒に見る約束をしていた幼馴染のアカリが待ち構えていて、約束をすっぽかしたハジメを責める。アカリはハジメの水沢に対する想いにも気づいており、「応援はしないけど、邪魔もしない」と言い残し去っていく。
ある日、「完成するまで見せない」と言われている絵がどうしても見てみたくなったハジメは、こっそり美術準備室に忍び込む。そこへ水沢が見知らぬ男性と親しげに話しながら近づいてくるのに気づき、慌ててロッカーの中に隠れる。盗み聞く会話の中で、男は水沢の大学時代の同級生・珠井で、お互いに気持ちがあったものの付き合うまでには至らなかった過去があるとわかる。水沢は珠井から「やり直さないか?」と問われたが、その場で答えを出すことはなかった。その後もハジメは水沢に問いただすこともできずもやもやした気持ちを抱えたままモデルを続けていたが、自分と真剣に向き合おうとしないヒカリの態度についに怒りを爆発させる。「本気で好きになったのに、先生は俺の事を脇役としてしか見てくれない」と水沢を責め、美術室を飛び出す。
夏休み明け、水沢は挨拶の言葉もなく学校を辞めていた。自分がモデルになった絵がまだ残されているかもしれないと思ったハジメは美術準備室に向かうが、そこには真っ白なままのキャンバスがあるだけだった。一方、水沢は自らの個展に飾ったハジメの肖像画を前に、傍らの珠井と共にハジメが真っ白なキャンバスをみつけ困惑する様子を想像して語り合っている。ハジメの元に絵を残さなかったのは「絵に縋って生きるのではなく、前を向いて歩いていってほしかったから」とし、水沢自身もそんな風に生きてきてしまった半生を省みて、「これからは前を向いていく」と珠井に告げる。

## キャスト
安藤ハジメ
演 - 葉山奨之
三好ヶ丘高校2年生。
水沢ヒカリ
演 - 中村ゆり
三好ヶ丘高校の非常勤の美術教師。
山崎アカリ
演 - 黒島結菜
ハジメの幼稚園からの幼馴染。
珠井平介
演 - 竹財輝之助
水沢の大学時代の同級生。

## スタッフ
- 監督・脚本 - 青山ななみ
- 製作 - 清水賢治
- 制作統括 - 手塚久、窪田正利
- 撮影 - 貝谷慎一
- 編集 - 平賀雄貴
- プロデューサー - 井口喜一
- プロデュース - 鹿内植
- 制作協力 - バンエイト
- 制作著作 - フジテレビ